# Platonici antichi
I Platonici sono i seguaci del Platonismo, la filosofia di Platone. Il Platonismo ha cominciato a svilupparsi con la fondazione dell'Accademia (c. 385 a.C.). Il Platonismo antico si è sviluppato fino alla chiusura dell'ultima scuola pagana per ordine di Giustiniano nel 529.
La scuola di Alessandria d'Egitto sopravvisse fino alla Conquista islamica dell'Egitto nel 641.
Il Platonismo ha avuto un immenso impatto sulla vita intellettuale del mondo antico, divenendo la filosofia dominante della Tarda antichità.

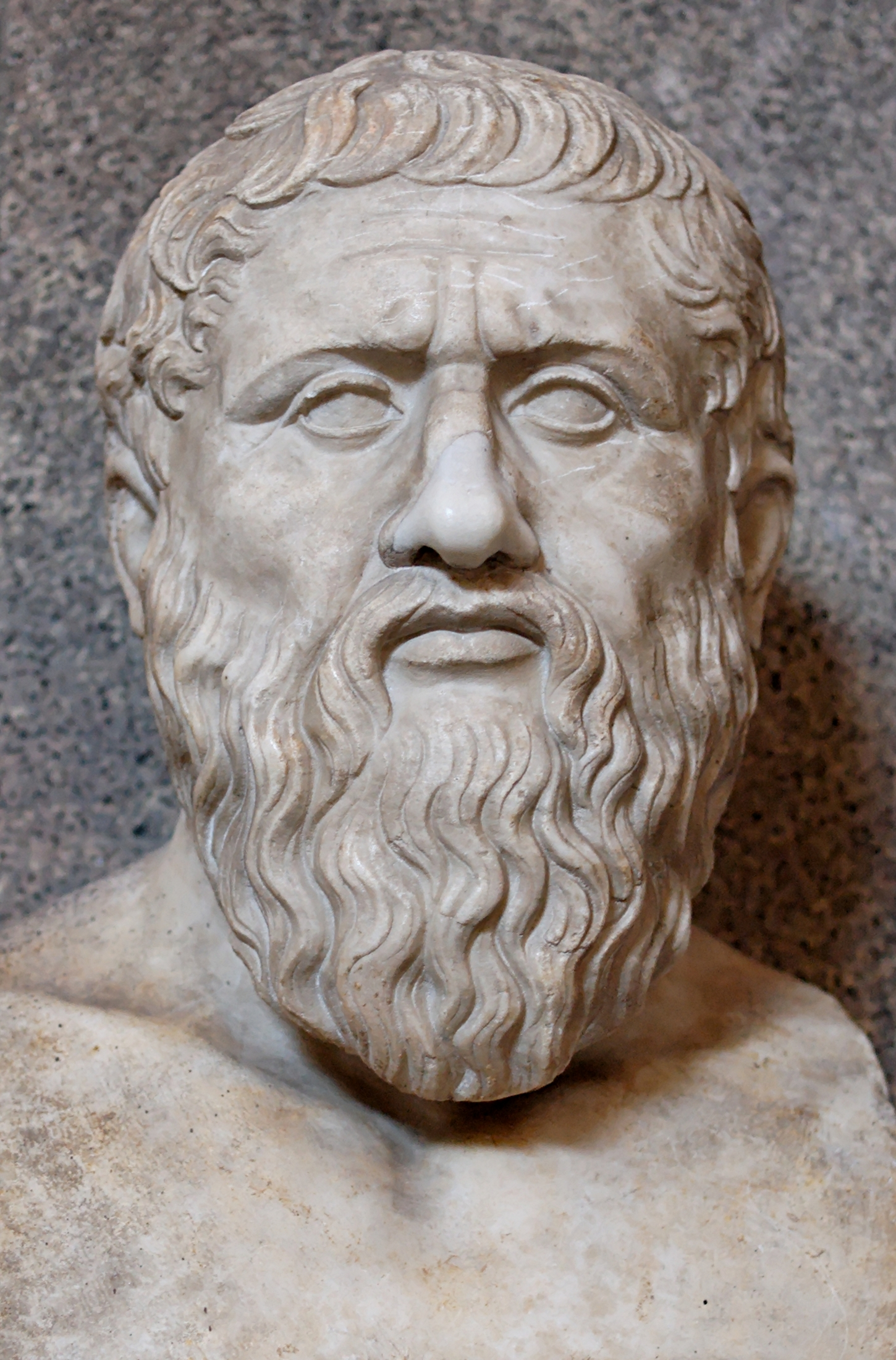
Busto di Platone

Questa è una lista dei filosofi platonici in ordine (approssimativamente) cronologico.
| Nome                        | Periodo                           | Scuola             |
| --------------------------- | --------------------------------- | ------------------ |
| Agapio di Atene             | fl. V - VI secolo                 | Neoplatonismo      |
| Agnone di Tarso             | fl.II secolo a.C.                 | Nuova Accademia    |
| Aidesia                     | fl. V secolo                      | Neoplatonismo      |
| Albino                      | fl. c. 150                        | Medioplatonismo    |
| Alcino                      | fl. c. II secolo                  | Medioplatonismo    |
| Ambrogio Teodosio Macrobio  | fl. 395 – 423                     | Neoplatonismo      |
| Amelio Gentiliano           | fl. c. 250 - 300                  | Neoplatonismo      |
| Ammonio di Ermia            | c. 440 - c. 520                   | Neoplatonismo      |
| Ammonio l'Egiziano          | fl. I secolo                      | Medioplatonismo    |
| Ammonio Sacca               | fl. III secolo                    | Neoplatonismo      |
| Antioco di Ascalona         | c. 130 a.C. – 68/67 a.C.          | Medioplatonismo    |
| Antonino                    | fl. IV secolo                     | Neoplatonismo      |
| Apuleio                     | c. 125 – c. 180                   | Medioplatonismo    |
| Arcesilao                   | c. 316 a.C. - c. 241 a.C.         | Media Accademia    |
| Aristonimo di Atene         | fl. IV secolo a.C.                | Accademia di Atene |
| Asclepigenia                | fl. 430                           | Neoplatonismo      |
| Asclepiodoto di Alessandria | fl. c. 550-600                    | Neoplatonismo      |
| Assiotea di Fliunte         | fl. IV secolo a.C.                | Accademia di Atene |
| Attico                      | fl. c. 175                        | Medioplatonismo    |
| Callippo di Siracusa        | † 351/0 a.C.                      | Accademia di Atene |
| Carmide                     | 164 a.C. - c. 95 a.C.             | Nuova Accademia    |
| Carneade                    | c. 214 a.C. – 129/8 a.C.          | Nuova Accademia    |
| Cassio Longino              | c. 213–273                        | Medioplatonismo    |
| Cherone di Pellene          | fl. IV secolo a.C.                | Accademia di Atene |
| Clitomaco                   | 187 a.C. - 109 a.C.               | Nuova Accademia    |
| Corisco di Scepsi           | fl. IV secolo a.C.                | Accademia di Atene |
| Crantore                    | nato c. 350 a.C.                  | Accademia di Atene |
| Cratete di Atene            | † 268-265 a.C.                    | Accademia di Atene |
| Crisanzio di Sardi          | fl. IV secolo                     | Neoplatonismo      |
| Damascio                    | c. 458, † dopo 538                | Neoplatonismo      |
| Demetrio di Anfipoli        | fl. IV secolo a.C.                | Accademia di Atene |
| Dessippo                    | fl. 350                           | Neoplatonismo      |
| Dione di Alessandria        | fl. I secolo a.C.                 | Nuova Accademia    |
| Diocle di Cnido             | fl. III o II secolo a.C.?         | Media Accademia    |
| Diodoro di Adramitto        | fl. I secolo a.C.                 | Nuova Accademia    |
| Domnino di Larissa          | c. 420 - c. 480                   | Neoplatonismo      |
| Edesio                      | † 355                             | Neoplatonismo      |
| Egesino da Pergamo          | fl. c. 160 a.C.                   | Media Accademia    |
| Eliodoro di Alessandria     | fl. V secolo                      | Neoplatonismo      |
| Enea di Gaza                | fl. V secolo / † c. 518           | Neoplatonismo      |
| Eraclide di Eno             | fl. IV secolo                     | Accademia di Atene |
| Eraclide Pontico            | 387 a.C. - 312 a.C.               | Accademia di Atene |
| Erasto di Scepsi            | fl. IV secolo a.C.                | Accademia di Atene |
| Ermia di Alessandria        | c. 410 - † c. 450                 | Neoplatonismo      |
| Ermodoro di Siracusa        | fl. IV secolo a.C.                | Accademia di Atene |
| Eschine di Neapoli          | fl. c. 110 a.C.                   | Nuova Accademia    |
| Estieo di Perinto           | fl. IV secolo a.C.                | Accademia di Atene |
| Eudosso di Cnido            | 410/408 a.C. – 355/347 a.C.       | Accademia di Atene |
| Eueone di Lampsaco          | fl. IV secolo a.C.                | Accademia di Atene |
| Eusebio di Mindo            | fl. IV secolo                     | Neoplatonismo      |
| Eustazio di Cappadocia      | c. 400                            | Neoplatonismo      |
| Evandro                     | fl. c. 215 - c. 205               | Media Accademia    |
| Filippo di Opunte           | fl. IV secolo a.C.                | Accademia di Atene |
| Filone di Alessandria       | 20 a.C. - 50 d.C.                 | Medioplatonismo    |
| Filone di Larissa           | 159/158 a.C. – 84/83 a.C.         | Nuova Accademia    |
| Gaio il Platonico           | fl. II secolo                     | Medioplatonismo    |
| Giamblico                   | c. 245 - c. 325                   | Neoplatonismo      |
| Hegia                       | fl. c. 500                        | Neoplatonismo      |
| Ierio (filosofo)            | fl c. 500                         | Neoplatonismo      |
| Ierocle di Alessandria      | fl. c. 430                        | Neoplatonismo      |
| Ipazia                      | 350-370 – 415                     | Neoplatonismo      |
| Isidoro di Alessandria      | fl. c. 475                        | Neoplatonismo      |
| Lacide di Cirene            | prima del 241 - c. 205 a.C.       | Media Accademia    |
| Lastenia di Mantinea        | fl. IV secolo a.C.                | Accademia di Atene |
| Marino di Neapoli           | nato c. 450                       | Neoplatonismo      |
| Massimo di Efeso            | † 372                             | Neoplatonismo      |
| Massimo di Tiro             | fl. II secolo                     | Medioplatonismo    |
| Menedemo di Pirra           | fl. c. 350 a.C.                   | Accademia di Atene |
| Metrodoro di Stratonicea    | fl. II secolo a.C.                | Nuova Accademia    |
| Numenio di Apamea           | fl. c. 275                        | Medioplatonismo    |
| Ninfidiano di Smirne        | fl. c. 360                        | Neoplatonismo      |
| Olimpiodoro il Giovane      | c. 495 - 570                      | Neoplatonismo      |
| Onasandro                   | fl. I secolo                      | Medioplatonismo    |
| Origene il Pagano           | fl. c. 250                        | Medioplatonismo    |
| Platone                     | 428/427 a.C. - 348/347 a.C.       | Accademia di Atene |
| Plotino                     | c. 204 – 270                      | Neoplatonismo      |
| Plutarco                    | c. 46 – 120                       | Medioplatonismo    |
| Plutarco di Atene           | c. 350 – 430                      | Neoplatonismo      |
| Polemone (filosofo)         | prima del 314 a.C. - 270/269 a.C. | Accademia di Atene |
| Porfirio                    | 234 – c. 305                      | Neoplatonismo      |
| Prisciano di Lidia          | fl. c. 550                        | Neoplatonismo      |
| Prisco (filosofo)           | c. 305 - c. 395                   | Neoplatonismo      |
| Proclo                      | 412 – 485                         | Neoplatonismo      |
| Pseudo-Dionigi l'Areopagita | fl. 500                           | Neoplatonismo      |
| Pitone di Eno               | fl. IV secolo a.C.                | Accademia di Atene |
| Simplicio (filosofo)        | c. 490 - c. 560                   | Neoplatonismo      |
| Sopatro di Apamea           | † prima del 337                   | Neoplatonismo      |
| Sosipatra                   | fl. c. 325                        | Neoplatonismo      |
| Speusippo                   | c. 407 a.C. – 339 a.C.            | Accademia di Atene |
| Sinesio di Cirene           | c. 373 - c. 414                   | Neoplatonismo      |
| Siriano (filosofo)          | † c. 437                          | Neoplatonismo      |
| Telecle                     | † 167/166 a.C.                    | Media Accademia    |
| Teodoro di Asine            | fl. III secolo                    | Neoplatonismo      |
| Timeo il Sofista            | fl. fra il I ed il IV secolo      | Medioplatonismo    |
| Timolao di Cizico           | fl. IV secolo a.C.                | Accademia di Atene |
| Senocrate                   | c. 396 a.C. – 314 a.C.            | Accademia di Atene |
| Zenodoto (filosofo)         | fl. c. 475                        | Neoplatonismo      |